# 荒宅勿入
荒宅勿入又名长恨歌，是2004年CCTV6出品的一部电视电影，于2003年拍摄。本片是根据古典名著《警世通言》中的《王娇鸾百年长恨》改编而成，讲述了一个千古传唱的爱情悲剧。

## 演员表
- 关礼杰  饰 周廷章
- 午　马  饰 柳相国
- 韩　雪  饰 王娇鸾、王娇凤
- 黄小蕾 饰 柳燕燕

## 故事简介
管家小姐王娇鸾与学子周廷章在一个偶然机会下相识，二人互通书信，以诗寄情，互相爱慕。但王家人坚决反对二人在一起，二人无法再相见。周廷章决定上京考取功名来迎娶王娇凤。不过世事难料，周廷章在京城被宰相女儿看重，在功名利禄的诱惑下，周廷章忘却了与王娇鸾的海誓山盟，成了宰相的乘龙快婿。
王娇鸾苦等爱人不至，派人寻到周廷章。周廷章担心此事败露，回到王家，假意向王娇鸾诉苦，实则设计害死王娇鸾。王娇鸾得知真相后已晚，死于毒酒之下，但留下了《长恨歌》一首。
王娇鸾的胞妹王娇凤得知姐姐之死后，要为其姐复仇，她遇上了好心的状元郎张乙，二人通力协作，最终让周廷章的罪行大白天下，得到了应有的惩罚。而王娇凤和张乙也有情人终成眷属。